# کیم دونگ هو
کیم دونگ هو (کره‌ای: 김동호؛ زادهٔ ۱۷ اوت ۱۹۸۵) بازیگر اهل کره جنوبی است. او بیشتر تئاتر موزیکال فعال است. در سال ۲۰۰۵، کیم حرفه بازیگری خود را با موزیکال یک باغ مخفی آغاز کرد. او سپس نخستین بازی تلویزیونی خود را در مجموعه تلویزیونی چشمک بزن (۲۰۱۱) انجام داد که به خاطر آن نامزدی جایزه هنری بکسانگ را دریافت کرد. او همچنین در مجموعه‌های تلویزیونی عشق وحشی (۲۰۱۲) و مخفی (۲۰۲۱) نیز ایفای نقش کرده‌است.